# Totenhagen

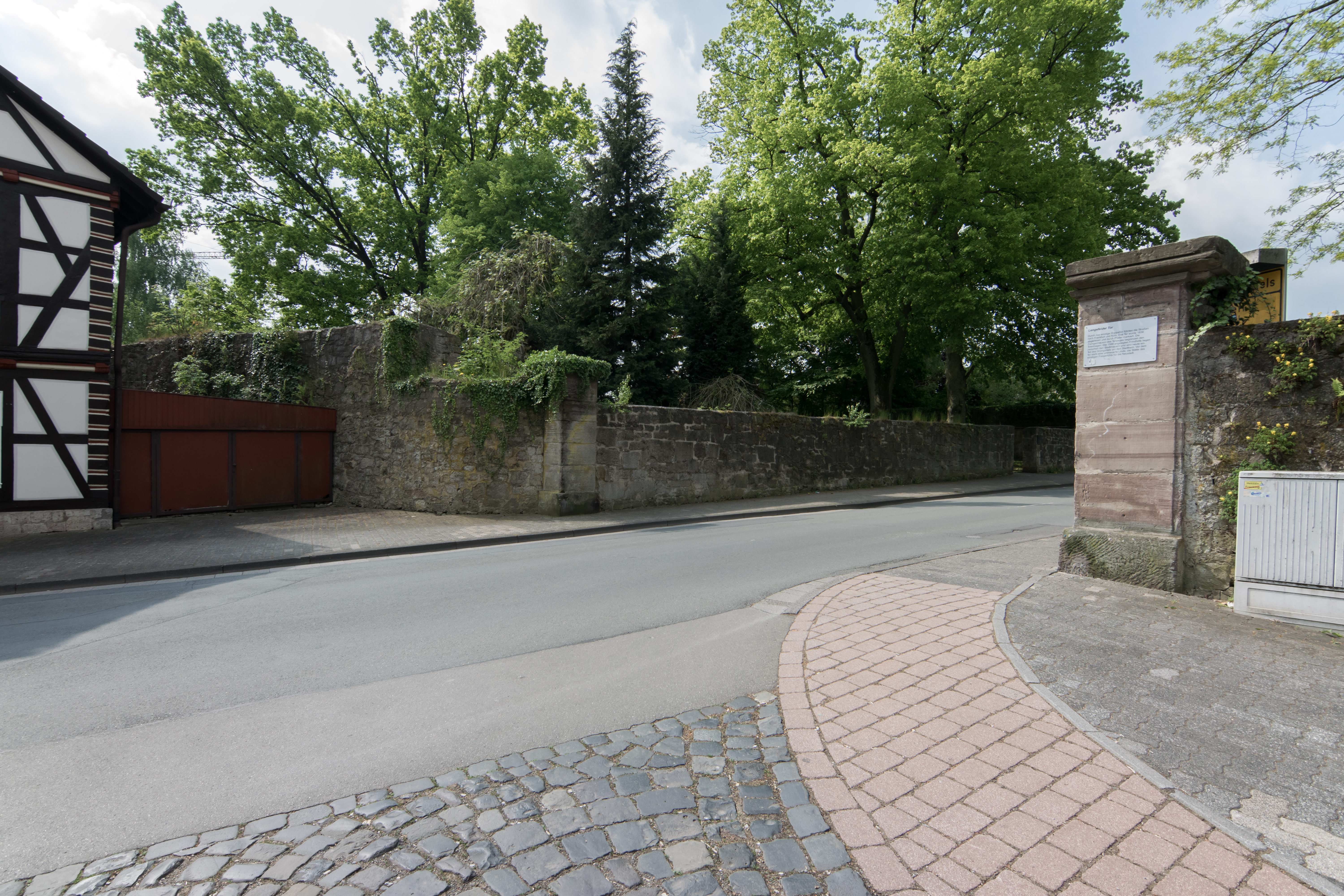
Die Lengefelder Straße am früheren Standort des Lengefelder Tors (2015). Der Mauerdurchbruch im rechten Bilddrittel führt zum südlichen Teil des Totenhagens.

Der Totenhagen ist ein Friedhof in der nordhessischen Stadt Korbach. Die am westlichen Rand des historischen Stadtkerns gelegene, ca. 350 m lange und 35–45 m breite Anlage wird durch die Lengefelder Straße in einen nördlichen und einen südlichen Abschnitt geteilt, wobei letzterer unmittelbar an den Tylenturm grenzt, den höchsten erhaltenen Turm der Stadtmauer. Der Totenhagen ist fast vollständig von den beiden Mauerringen der Korbacher Stadtbefestigung umschlossen. Darauf verweist der Namensbestandteil Hagen, der in Korbach den Zwinger (die Fläche zwischen innerem und äußerem Mauerring) bezeichnet.
Der 1588 angelegte Totenhagen ist der älteste noch bestehende Friedhof der Stadt. Mit seiner Fertigstellung wurden die Kirchhöfe St. Kilian und St. Nikolai aufgegeben und der Bestattungsbetrieb vor die Stadtmauer verlagert. Der älteste erhaltene Grabstein stammt aus dem Jahr 1722.
Bis zur Eröffnung des Friedhofs an der Sachsenberger Landstraße 1939 diente der Totenhagen als Korbacher Stadtfriedhof. Noch bis in die 1950er-Jahre wurden regelmäßig Bestattungen durchgeführt, danach nur mehr in einzelnen, durch Bestandsschutz garantierten Fällen. Die letzte Beerdigung fand 2009 statt, zum Jahresbeginn 2011 wurde der Totenhagen schließlich für den Bestattungsbetrieb geschlossen. Nach Ablauf aller Ruhefristen soll er 2034 entwidmet werden.